# Цукки, Вирджиния
Вирджи́ния Цу́кки (итал. Virginia Zucchi; 10 февраля 1847 или 10 февраля 1849, Кортемаджоре, Пьяченца — 12 октября 1930 или 12 октября 1933, Монте-Карло или Ницца) — итальянская балерина, прославившаяся своим драматическим мастерством, и балетный педагог; прима-балерина Мариинского театра в 1885—1888 годах.

## Биография

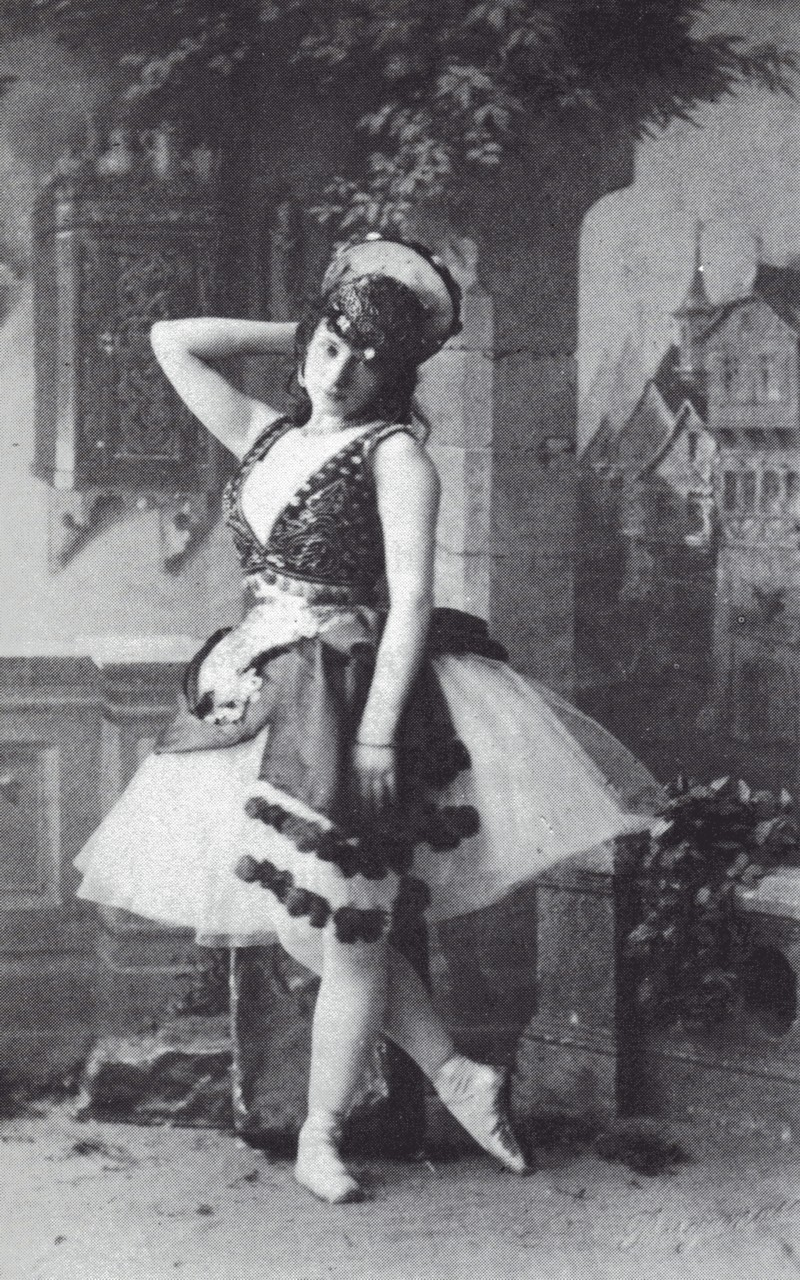
Вирджиния Цукки в балете «Эсмеральда», 1886

Училась балету в Милане, в школе театра Ла Скала под руководством Карло Блазиса и Джованни Лепри. Дебютировала в Париже в 1873 году, в 1874 году выступала в Падуе в балете «Стелла». В том же году танцевала в «Ла Скала», с успехом исполнив ведущие партии в балетах, поставленных Луиджи Манцотти («Ролле» и др.). С 1883 года солировала в парижском театре «Эден», где танцевала в балетах Манцотти.
В 1885 году по инициативе К. А. Скальковского, который видел её в Париже, была приглашена в Россию. Вначале выступала в Петербурге в частной антрепризе М. В. Лентовского, ставившего в петербургском загородном саду «Кинь-Грусть» сборные представления, феерии и историко-военные пантомимы. Первое выступление Цукки в России состоялось летом 1885 года в феерии «Путешествие на луну» по роману Жюля Верна. Танцевальные номера для Цукки в спектакле поставил балетмейстер Йозеф Хансен, которого Лентовский переманил из Большого театра. После этого успеха Цукки получила приглашение танцевать в летнем театре гвардейского корпуса в Красном Селе, где она выступала в балете «Брама» на музыку Джиля Аржин. В 1885 году Цукки заключила контракт с дирекцией Императорских театров; дебютировав в Мариинском театре в ноябре 1885 года в балете «Дочь фараона», она выступала в Санкт-Петербурге до 1888 года.
В 1888 году Вирджиния Цукки возглавила балетную труппу Одесского театра, где выступала в балете Маренко «Эксцельсиор». Также в 1888—1892 годах выступала в частных театрах Петербурга и Москвы. Имела свою труппу, выступавшую в частном театре В. И. Родона. В частности, в её труппе начинал свою деятельность в Москве испанец Хосе Мендес, поставив там осенью 1888 года балет «Катарина, дочь разбойника».
В 1890-х годах балерина вернулась в Италию, где оставив сцену, она начала преподавать.

## Особенности дарования
Искусство Вирджинии Цукки сильно повлияло на русских балерин той эпохи. Её танцевальная манера отличалась от большинства итальянских гастролёрок. В отличие от тех, кто был сосредоточен исключительно на виртуозной технике исполнения, она придавала большое значение драматической игре и подчиняла свою виртуозную технику созданию сценического образа и раскрытию содержания спектакля. Предпочитая драматические партии, в них она достигала больших высот актёрского искусства. Мастерство балерины внимательно изучал К. С. Станиславский: он высоко оценил искусство перевоплощения Цукки и считал её величайшей мимической актрисой; простота и естественность её игры соответствовала его эстетическим принципам.

## Образ в искусстве
Вирджиния Цукки упоминается в произведениях писателей конца XIX века, например, у Антона Павловича Чехова.

## Репертуар
Театро Реджио, Парма
- «Брама» И. Монплезира на музыку Даль’Арджине

Театр «Эден», Париж
- «Эксцельсиор» Л. Манцотти на музыку Р. Маренко
- «Сиеба» Л. Манцотти на музыку Р. Маренко

Берлин
- «Сатанилла» П. Тальони на музыку П. Гертеля
- «Флик и Флок» П. Тальони на музыку П. Гертеля

Антреприза Лентовского, Санкт-Петербург
- феерия «Путешествие на Луну» на музыку Ж. Оффенбаха, балетмейстер Й. Хансен
- феерии «Золотые яблоки», «Лесной бродяга»
- «Брама»

Мариинский театр
- 10 ноября 1885 — Аспиччия, «Дочь фараона» М. Петипа на музыку Ц. Пуни
- 15 декабря 1885 — Лиза, «Тщетная предосторожность» на музыку П. Гертеля
- 17 декабря 1886 — Эсмеральда, «Эсмеральда» на музыку Ц. Пуни, постановка М. Петипа по балету Ж. Перро
- Пахита, «Пахита» Мариуса Петипа на музыку Э. Дельдевеза и Л. Минкуса
- «Приказ короля» на музыку Вичентини
- Сванильда, «Коппелия» на музыку Л. Делиба